# Raúl Omar Rossi

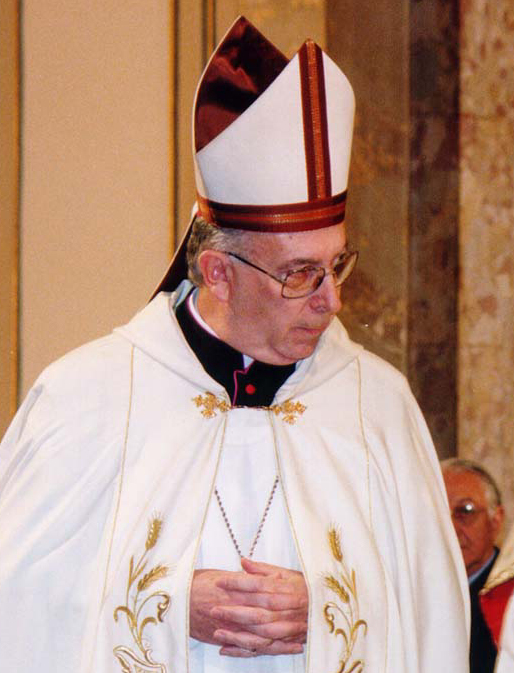
Raúl Omar Rossi, 1997

Raúl Omar Rossi (* 13. August 1938 in Gualeguaychú; † 2. Februar 2003) war Bischof von San Martín.

## Leben
Raúl Omar Rossi empfing am 3. Dezember 1966 die Priesterweihe. Johannes Paul II. ernannte ihn am 20. Mai 1992 zum Weihbischof in Buenos Aires und Titularbischof von Enera.
Der Erzbischof von Buenos Aires und Ordinarius für die byzantinischen Gläubigen in Argentinien, Antonio Kardinal Quarracino, weihte ihn am 27. Juni desselben Jahres zum Bischof; Mitkonsekratoren waren Mario José Serra, Weihbischof in Buenos Aires, und Eduardo Vicente Mirás, Weihbischof in Buenos Aires.
Der Papst ernannte ihn am 22. Februar 2000 zum Bischof von San Martín und er wurde am 1. Mai desselben Jahres ins Amt eingeführt.